# Another Place and Time
Another Place and Time es el decimocuarto álbum de la cantante estadounidense Donna Summer, lanzado en marzo de 1989. El álbum fue producido por Stock Aitken Waterman y su canción más exitosa fue "This Time I Know It's For Real".
Después de disfrutar de una inmensa fama durante la década de 1970, en la música disco, en los 80 Summer cambió de compañía discográfica y experimentó diferentes estilos de música, obteniendo resultados desiguales. 
Fue contratada por Geffen Records, que eligió al trío de productores Stock Aitken Waterman (descubridores de ídolos del pop como Kylie Minogue y Rick Astley) para intentar relanzar comercialmente a Donna.
Este álbum vivió un lanzamiento muy accidentado: Geffen Records se negó a publicarlo, lo que desembocó en la ruptura de su contrato con la cantante. 
El disco no vio la luz inicialmente en Estados Unidos sino en Europa gracias a la empresa Warner, habitual distribuidora de Donna Summer en dicho continente. 
El primer sencillo alcanzó buenas posiciones en las listas europeas, por lo cual Warner decidió distribuir el álbum en Estados Unidos por medio de su filial Atlantic Records. Las ventas fueron buenas y "This Time I Know It's for Real" terminó siendo el 12º sencillo de oro en la carrera de la cantante.

## Lista de canciones
Todas las canciones escritas y compuestas por Stock, Aitken y Waterman, excepto donde se indique lo contrario. 
| Lado 1 |                                  |                                 |          |  |
| N.º    | Título                           | Escritor(es)                    | Duración |  |
| 1.     | «I Don't Wanna Get Hurt»         |                                 | 3:28     |  |
| 2.     | «When Love Takes Over You»       |                                 | 4:13     |  |
| 3.     | «This Time I Know It's for Real» | Stock, Aitken, Waterman, Summer | 3:38     |  |
| 4.     | «The Only One»                   |                                 | 3:55     |  |
| 5.     | «In Another Place And Time»      |                                 | 3:22     |  |

| Lado 2 |                                   |                                 |          |  |
| N.º    | Título                            | Escritor(es)                    | Duración |  |
| 1.     | «Sentimental»                     |                                 | 3:11     |  |
| 2.     | «Whatever Your Heart Desires»     | Stock, Aitken, Waterman, Summer | 3:52     |  |
| 3.     | «Breakaway»                       | Stock, Aitken, Waterman, Summer | 4:04     |  |
| 4.     | «If it Makes You Feel Good»       |                                 | 3:45     |  |
| 5.     | «Love's About to Change My Heart» |                                 | 4:03     |  |

## Posicionamiento en listas
| Lista (1989)                             | Máxima posición |
| ---------------------------------------- | --------------- |
| Alemania (Offizielle Top 100)            | 49              |
| Australia (ARIA)                         | 93              |
| Europa (European Albums) (Music & Media) | 40              |
| Estados Unidos (Billboard 200)           | 53              |
| Finlandia (Official Finnish Charts)      | 15              |
| Francia (SNEP)                           | 26              |
| Italia (Musica e dischi)                 | 24              |
| Japón (Oricon)                           | 92              |
| Países Bajos (Album Top 100)             | 29              |
| Reino Unido (UK Albums Chart)            | 17              |
| Suecia (Sverigetopplistan)               | 16              |
| Suiza (Schweizer Hitparade)              | 23              |

## Personal
- Donna Summer - voz
- Mike Stock - teclados, coros
- Matt Aitken - teclados, guitarras
- George De Angelis - teclados
- A. Linn - batería
- Dee Lewis - coros
- Mae McKenna - coros